# Dal McKennon
Dallas McKennon, detto Dal (La Grande, 19 luglio 1919 – Raymond, 14 luglio 2009), è stato un attore e doppiatore statunitense.
Nel 1942 si sposò con Betty Warner, con cui rimase sposato per 66 anni, fino alla morte dell'attore. Dal loro matrimonio sono nati 8 figli.
È morto nel 2009, a 89 anni, per insufficienza respiratoria.

## Filmografia parziale

### Attore
- June Allyson Show (The DuPont Show with June Allyson) – serie TV, episodio 1x13 (1959)
- Io e i miei tre figli (My Three Sons) – serie TV, episodio 2x15 (1962)
- Ben Casey – serie TV, episodio 2x10 (1962)
- Il virginiano (The Virginian) – serie TV, episodi 1x04-1x21 (1962-1963)
- The Greatest Show on Earth – serie TV, episodio 1x08 (1963)
- Daniel Boone – serie TV, 81 episodi (1964-1970)
- La grande vallata (The Big Valley) – serie TV, episodio 1x01 (1965)
- Bonanza – serie TV, episodio 8x11 (1966)

### Doppiatore
- Lilli e il vagabondo (1955)
- Paul Bunyan (1958) - cortometraggio
- La bella addormentata nel bosco (1959)
- La carica dei cento e uno (1961)
- Mary Poppins (1964)
- Pomi d'ottone e manici di scopa (1971)
- Ecco Pippo! (1 episodio, 1992)

## Doppiatori italiani
- Pino Locchi in Lilli e il vagabondo (Toughy, ed.1955) e Pomi d'ottone e manici di scopa (Orso marinaio)
- Oliviero Dinelli in Lilli e il vagabondo (professore, ed.1997)
- Gianfranco Bellini in Mary Poppins (Volpe)
- Elio Pandolfi in  Lilli e il vagabondo (Pedro e professore ed. 1955), Paul Bunyan
- Emilio Cigoli in La bella addormentata nel bosco (voce narrante)